# 美國比特鬥牛犬
美國皮特鬥牛㹴（英語：American Pit Bull Terrier，縮寫為 APBT，簡稱比特鬥牛㹴），一種中型犬，身材健壯、短毛，為比特犬的一種，祖先來自英格蘭與愛爾蘭。它具備獒犬的血統，跟美國斯塔福郡鬥牛㹴擁有共同起源。

## 外型
與斯塔福郡鬥牛㹴相比，比特鬥牛㹴的體型更大。

## 歷史
這狗是從鬥牛犬梗混合梗犬形成的後代，這些狗被用於狩獵和戰鬥。
從1845年，這些狗被帶到美國。在美國，這些狗與西班牙鬥牛犬混合，增加其身形。該品種是由UKC於1898年年認可。
比特鬥牛梗是香港法例列明的四大惡犬之一。屬嚴禁飼養及進口出口。